# コトブキ技研工業
コトブキ技研工業株式会社（ことぶきぎけんこうぎょう、英: Kotobuki Engineering & Manufacturing Co.,Ltd.）は、日本の建設機械・産業機械メーカー。

## 主力製品・事業
- 破砕機
- 粉砕機
- ずり積、ずり出し機
- 露出型柱脚

## 主要事業所
- 本社 - 東京都新宿区
- 広事業所 - 広島県呉市

## 沿革
- 1979年（昭和54年） - コトブキ技研工業株式会社　設立
- 2009年（平成21年） - 株式会社石井粉砕機械製作所の株式を取得。ローラーミルの発売を開始。